# سیارک ۲۶۶۶۵
سیارک ۲۶۶۶۵ (به انگلیسی: 26665 Sidjena، نامگذاری:2000YF60)۲۶۶۶۵مین سیارک کشف شده‌است که در ۳۰ دسامبر ۲۰۰۰ کشف شد.